# Skarlet (Mortal Kombat)
Skarlet es un personaje ficticio de la franquicia de juegos de lucha Mortal Kombat de Midway Games y NetherRealm Studios. Debutó en el reinicio de 2011 como luchadora descargable. Poseyendo poderes basados en su control de la sangre, lucha por el emperador del Outworld, Shao Kahn.
El personaje se originó como un error de color en Mortal Kombat II (1993) antes de unirse oficialmente a la serie con la línea de tiempo reiniciada. La recepción a Skarlet ha sido mixta, con la crítica dirigida a su falta de rasgos distintivos de otros combatientes, aunque sus movimientos de Fatality se consideran entre los más horribles de la franquicia.

## Apariencias

### Juegos de Mortal Kombat
En su Mortal Kombat bio, Skarlet es un guerrero creado por Shao Kahn usando la hechicería y la sangre de innumerables guerreros, solo para ser liberado por él como último recurso. Su único propósito es descubrir la verdadera razón de Quan Chi para asistir al torneo de Mortal Kombat. En Mortal Kombat 11, donde enciende su historia de fondo, Skarlet comenzó como una niña pobre y huérfana que fue adoptada por Shao Kahn para aprender la magia de la sangre sobre su transformación y luego, un guardaespaldas imperial y un asesino efectivo. Skarlet usa espadas de kodachi y cuchillos de kunai, así como su poder para convertirse en, y absorber, la sangre de sus víctimas, además de poder manipular la sangre de su víctima. Skarlet también puede sentir la sangre de sus enemigos debajo, permitiéndole no ser engañada por sus disfraces.
Similar a los rumores de Ermac en el primer Mortal Kombat pero recibido con mucho menos fanfare, Skarlet se originó como un carácter inexistente en Mortal Kombat II debido a los informes falsos de una entrepierna llamada "Escarlata" por los jugadores en los que los swaps de paleta de Kitana o Milena se volverían rojos. Casi dos décadas después de que se originaran los rumores, fue anunciada como uno de los dos primeros personajes del reinicio del juego Mortal Kombat de contenido descargable (DLC) de 2011, lanzado el 21 de junio.  Skarlet volvió más tarde como un personaje jugable en el videojuego 2019, Mortal Kombat 11, fomentando su origen como un erizo callejero Outworld regular antes de su transformación en un maestro de magia de la sangre después de que Shao Kahn la adoptara. Skarlet hizo algunos cameos muy breves en el modo de relé de 2011.
Fue derrotada por Milena, y se perdió antes de la aparición de su contraparte pasada en Mortal Kombat 11.

#### Diseño de personajes y jugabilidad
Gran parte del moveset de Skarlet gira en torno al uso de sangre. Ella usa kodachi y kunai como armas estándar, además de fabricar otros con sangre en Mortal Kombat 11. Su ataque de proyectil "bola de sangre" causa daños significativos pero reduce su propia salud.
En Mortal Kombat 11, Skarlet retoma muchos de sus movimientos de firma. Además, usa su magia de sangre para fabricar al instante varias armas, incluyendo dagas, tornos y lanzas. Estos aparecen tanto en el juego normal como en películas cinematográficas de acabado.

### Otros medios de comunicación
Skarlet, aunque en realidad no aparece en Mortal Kombat X, aparece en los cómics basados en el juego, donde fue reclutada por Reiko para la guerra civil mundial.

## Recepción
Skarlet recibió una recepción crítica en medio de su debut jugable en MK2011. Den de Geek clasificó a Skarlet 48th en su ranking de 2015 de los 73 caracteres de la franquicia de Mortal Kombat. "Hay algo perezoso en que alguien sea 'Sangre: el personaje'". Leon Miller de Screen Rant calificó su duodécimo de la serie' veinte personajes ninja en 2017. "El servicio de fans puede ser un poco una espada de doble filo, y así va con un luchador como Skarlet [que] no puede evitar ser un poco subdesarrollado". Chris Isaac de Comic Book Resources calificó a Skarlet decimotercero en una clasificación de 2017 de los próximos diecinueve personajes femeninos de la serie, en el sentido de que "tenía una especie de truco genial, pero era muy escaso en personalidad". Skarlet fue considerado uno de los personajes "más baratos" en el 2011 Mortal Kombat juego de Prima Games.
Sin embargo, el personaje fue bien recibido por Game Informer, y en 2013, fue clasificado como la séptima "mujer más feroz en los juegos de lucha de hoy" por Gamenguide, quien comentó: "Nada grita 'servicio de fans' como cuando un desarrollador toma una añoranza de juego y lo convierte en una parte clave de su franquicia". En 2015, fue incluida entre los mejores huevos de Pascua en la historia de Mortal Kombat por Tech Times.
Skarlet ha sido considerado entre los personajes de series más "horripilantes". Esa misma Fatalidad también sería catalogada como la segunda mejor Fatalidad en MK 2011 por Complex, por ser "tan espantosa y sádica como vienen". Fue descrita por TheGamer como "uno de los personajes más inquietantes" de la lista Mortal Kombat 11. Josh West de GamesRadar+ ejemplificó la "brutalidad" de MK11 a través de una de sus Fatalidades, en la que constantemente apuñala a su oponente derrotado con una serie de dagas compuestas por su sangre drenada.

## Premios y nominaciones
- La actriz Beata Pozniak recibió una nominación de Voice Arts Awards - "Excelente personaje del videojuego - Mejor voiceover" expresando Skarlet en 2019.[17]

- Beata Pozniak ganó el Premio de Artes de la Voz 2020 en la categoría "Personaje sobresaliente del videojuego - Mejor rendimiento" para expresar Skarlet. En los casi 30 años de la franquicia de Mortal Kombat, Beata es el primer actor en recibir un honor tan prestigioso para expresar uno de los personajes.[18]